# BBC Local Radio
BBC Local Radio é o serviço de rádio local e regional da BBC para a Inglaterra e as Ilhas do Canal, composto por quarenta estações. Eles cobrem uma variedade de áreas, com alguns que servem uma cidade e arredores.
As estações foram lançadas progressivamente desde a BBC Radio Leicester, em 8 de novembro de 1967, com a última estação lançada, a curta duração BBC Dorset FM, em 26 de abril de 1993. Desde então, muitas estações de rádio locais foram mescladas e renomeadas, mas nenhuma estação nova foi criada. onde o serviço existia anteriormente desde que planos para lançar estações em áreas não atendidas, particularmente em Cheshire, não resultaram em nada.

## História

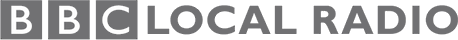
Antigo logotipo da BBC Local Radio (2008-2020.

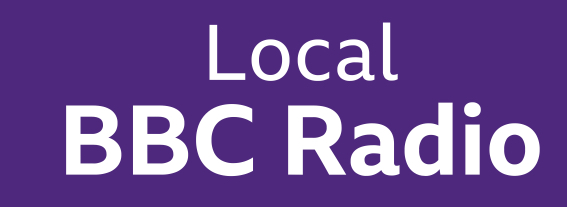
Antigo logotipo da BBC Local Radio (2020-2022).

A popularidade do rádio pirata era desafiar uma mudança dentro da administração muito "rígida" e piscante da BBC. A concessão mais importante da BBC foi a criação da BBC Radio 1, para satisfazer a sempre exigente nova cultura da juventude com sua sede de música nova e popular. A outra, no entanto, era o fato de que essas estações de rádio piratas eram, em alguns casos, locais. Como resultado, a da BBC Local Radio começou como um experimento.
Inicialmente, as estações precisavam ser co-financiadas pela BBC e pelas autoridades locais, o que apenas algumas áreas controladas por mão-de-obra estavam dispostas a fazer. A Radio Leicester foi a primeira a ser lançada em 8 de novembro de 1967, seguida por BBC Radio Leeds, BBC Radio Stoke, BBC Radio Durham, BBC Radio Sheffield, BBC Radio Merseyside, BBC Radio Brighton e BBC Radio Nottingham. No início da década de 1970, o requisito de financiamento das autoridades locais foi abandonado e as estações se espalharam pelo país; muitas estações da cidade posteriormente expandem suas atribuições para cobrir um município inteiro.
Apesar do sucesso, as estações originais foram vistas como defeituosas, pois originalmente transmitiam apenas na banda de ondas FM e não na banda de ondas AM mais amplamente disponível . Isso acabou sendo corrigido alguns anos após a criação desses novos canais.
Desde 1973, a BBC Rádio Local Independente foi lançada nacionalmente, com dezenove estações e muito mais a seguir nos anos seguintes. Como resultado, muitas estações de rádio locais da BBC encontraram-se em concorrência direta com concorrentes comerciais; que utilizaram os populares "DJs" das estações de rádio piratas e que, na maioria dos casos, conquistaram grandes audiências. Apesar disso, a Rádio Local da BBC continuou a florescer, com a maioria da rede atual em vigor em 1990.

## Operação atual
As estações de rádio são operadas em locais em todo o país que geralmente compartilham com os serviços regionais de notícias da BBC e seus escritórios de coleta de notícias. As estações são operadas pela região em que a estação está localizada e são responsáveis pelo departamento de regiões inglesas da BBC, uma divisão da BBC News.
O mandato de cada estação de rádio local é o mesmo: oferecer um serviço principalmente baseado em fala; compreendendo notícias e informações, complementadas por música. O público-alvo da BBC Local Radio são ouvintes com mais de 50 anos, que não são atendidos, assim como outras faixas etárias na BBC.